# Iraakse maqam
Iraakse maqam is een muziekgenre van Arabische maqammuziek dat voorkomt in Irak. De wortels van de moderne Iraakse maqam gaan terug tot het Abbasidische kalifaat, toen dat rijk vanuit Bagdad werd bestuurd. Het ensemble van instrumenten dat in dit genre wordt gebruikt, genaamd Al Chalghi al Baghdadi, omvat een qari' (zanger), santur, vaastrommel, joza, cello en soms oed en naqqarat. De nadruk ligt op het gedicht, gezongen in klassiek Arabisch of een Iraaks dialect (toen nog zuhayri genoemd). Een compleet maqamconcert staat bekend als fasl (meervoud fusul) en is vernoemd naar de eerste maqam: Bayat, Hijaz, Rast, Nawa of Husayni.
Een typische uitvoering omvat de volgende secties: 
- tahrir, soms badwah
- taslum
- finalis

Maqama-teksten zijn vaak afgeleid van klassieke Arabische poëzie, zoals van al-Mutanabbi en Abu Nuwas. Sommige artiesten gebruikten traditionele bronnen vertaald in het dialect van Bagdad. Weer anderen gebruiken teksten in de Arabische, Turkse, Armeense, Hebreeuwse, Turkmeense, Aramese of Perzische taal. Vanwege de diversiteit van Irak gebruiken verschillende etnische groepen dit genre in hun eigen taal.